# Foz'n's
Foz'n'z är en dansk grupp som medverkade i danska "MGP Junior" 2006. Med deras låt "Mit Hood" skriven av sångaren i bandet, Mark, kom de 2:a i den danska uttagningen och fick därmed tävla i MGP Nordic tillsammans med SEB och WeMix. Gruppen består av Mark Fosnæs, Mie Rauhm och Marks halvsyster Karina Fosnæs.
Låten "Mit Hood" handlar om Nørresundby, stället där Mark kommer ifrån.

## Diskografi
- Mit Hood
- Homies
- Drømmer Om Dig
- Sommertid
- En Verden Til Forskel
- Foz'n's Show
- Hvor Er Du?
- Jump Around
- Danmarks Stolthed
- Sig Mit Navn
- Ét Sekund
- Dans
- Rockstar
- Hvorfor?
- Uopnåelig
- Min Drøm
- Mit Hood (2008)
- Mit Hood (Remix)

### Album
- MGP 2006
- MGP Nordic 2006
- De Tre Vindere
- En Verden Til Forskel
- Jump Around